# Associazione Sportiva Livorno Calcio 2010-2011
Questa voce raccoglie le informazioni riguardanti l'Associazione Sportiva Livorno Calcio nelle competizioni ufficiali della stagione 2010-2011.

## Stagione
Nella stagione 2010-2011 il Livorno disputa il campionato di Serie B, raccoglie 59 punti con il 7º posto finale. Facce nuove e tanti giovani a Livorno dopo la caduta in Serie B, con Giuseppe Pillon a parte l'esordio (0-4) con il Sassuolo, gli amaranto partono bene, a metà campionato sono quarti con 35 punti, poi nel periodo invernale arrivano cinque sconfitte di fila e la panchina passa a Walter Novellino. La scossa c'è, arrivano i successi sul Novara, all'Olimpico di Torino, con Atalanta, Pescara e Piacenza, il 21 maggio a Padova, nella penultima il Livorno è ancora in corsa per i Play-off, ma perde (3-2), non basta la doppietta d Danilevicius, autore di un gran finale di stagione. Per due punti non si raggiungono i Play-off. Tavano e Dionisi con 10 centri a testa, sono i migliori realizzatori di stagione. Nella Coppa Italia il Livorno nel secondo turno supera (1-0) la Cremonese, nel terzo turno si impone (0-1) a Bergamo con l'Atalanta, poi nel terzo turno lascia il torneo, superato (4-1) a Bari.

## Divise e sponsor
Lo sponsor tecnico per la stagione 2010-2011 è Legea, mentre lo sponsor ufficiale è Gruppo Carige banca e assicurazioni. La prima maglia è amaranto, la seconda maglia è bianca.

## Organigramma societario
Area direttiva
- Presidente: Aldo Spinelli
- Vice presidente: Silvano Siri
- Amministratore delegato: Roberto Spinelli
- Direttore generale: Giovanni Gardini
- Consiglieri: Giovanni Gnecco, Mauro Malatesta

Area organizzativa
- Segretario generale: Alessandro Bini
- Responsabile amministrativo: Eliana Bagnoli
- Responsabile biglietteria: Massimiliano Casali

Area comunicazione
- Responsabile comunicazione: Paolo Nacarlo
- Addetto Arbitri: Carlo Vivaldi
- Segreteria: Alessandro Bini, Cristina Martorella

Area tecnica
- Responsabile area tecnica: Elio Signorelli
- Allenatore: Giuseppe Pillon (fino al 14 febbraio), poi Walter Novellino
- Vice allenatore: Albino Pillon
- Preparatore dei portieri: Roberto Bocchino
- Preparatore atletico: Oscar Piergallini
- Responsabile osservatori: Eugenio Vincenti
- Magazziniere: Rossano Bianchi, Massimiliano Lucignano
- Responsabile manutenzione: Gino Bini

Area sanitaria
- Responsabile sanitario: Manlio Porcellini

## Rosa
| N. |                       | Ruolo | Calciatore                  |
| -- | --------------------- | ----- | --------------------------- |
| 1  | Italia (bandiera)     | P     | Alfonso De Lucia            |
| 2  | Italia (bandiera)     | D     | Romano Perticone            |
| 3  | Uruguay (bandiera)    | C     | Juan Surraco                |
| 4  | Italia (bandiera)     | D     | Alessandro Bernardini       |
| 5  | Italia (bandiera)     | C     | Francesco Parravicini       |
| 6  | Italia (bandiera)     | C     | Manuel Iori                 |
| 7  | Italia (bandiera)     | C     | Biagio Pagano               |
| 7  | Italia (bandiera)     | C     | Luca Belingheri             |
| 8  | Italia (bandiera)     | A     | Federico Dionisi            |
| 9  | Lituania (bandiera)   | A     | Tomas Danilevičius          |
| 10 | Italia (bandiera)     | A     | Francesco Tavano (capitano) |
| 11 | Italia (bandiera)     | A     | Francesco Volpe             |
| 12 | Bulgaria (bandiera)   | A     | Andrej Gălăbinov            |
| 13 | Croazia (bandiera)    | D     | Dario Knežević              |
| 14 | Italia (bandiera)     | D     | Alessandro Lambrughi        |
| 15 | Argentina (bandiera)  | A     | Gastón Cellerino            |
| 16 | Portogallo (bandiera) | D     | Vitorino Antunes            |
| 17 | Uruguay (bandiera)    | D     | Leonardo Migliónico         |

| N. |                    | Ruolo | Calciatore             |
| -- | ------------------ | ----- | ---------------------- |
| 19 | Italia (bandiera)  | P     | Luca Mazzoni           |
| 20 | Italia (bandiera)  | D     | Fabrizio Di Bella      |
| 21 | Italia (bandiera)  | C     | Andrea Luci            |
| 22 | Austria (bandiera) | C     | Jürgen Prutsch         |
| 23 | Ghana (bandiera)   | C     | Ahmed Barusso          |
| 25 | Italia (bandiera)  | D     | Welle Ossou            |
| 26 | Italia (bandiera)  | D     | Mirko Pieri            |
| 27 | Italia (bandiera)  | D     | Angelo Bencivenga      |
| 28 | Italia (bandiera)  | C     | Pasquale Schiattarella |
| 29 | Italia (bandiera)  | D     | Federico Ceccherini    |
| 31 | Italia (bandiera)  | C     | Marco Moscati          |
| 32 | Italia (bandiera)  | A     | Rey Volpato            |
| 41 | Italia (bandiera)  | P     | Tommaso Barbetta       |
| 44 | Italia (bandiera)  | A     | Filippo Moscati        |
| 77 | Italia (bandiera)  | D     | Simone Salviato        |
| 91 | Italia (bandiera)  | C     | Matteo Lignani         |
| 92 | Italia (bandiera)  | P     | Francesco Bardi        |

## Risultati

### Serie B

#### Girone di andata
| Arbitro: | Tommasi (Bassano del Grappa) |

|  |           |                                                 |
|  | Marcatori | 38’, 45+1’ Masucci 41’ Catellani 68’ Martinetti |

| Arbitro: | Gallione (Alessandria) |

|  |           |                                    |
|  | Marcatori | 22’ Tavano 63’ Surraco 64’ Dionisi |

| Arbitro: | Baracani (Firenze) |

|             |           |              |
| Dionisi 17’ | Marcatori | 86’ Larrondo |

| Vicenza 11 settembre 2010, ore 15:00 CEST 4ª giornata | Vicenza                           | 0 – 0 referto | Livorno | Stadio Romeo Menti (5.000 circa spett.)\| Arbitro: \| Candussio (Cervignano del Friuli) \| |
| Arbitro:                                              | Candussio (Cervignano del Friuli) |               |         |                                                                                            |

| Livorno 18 settembre 2010, ore 15:00 CEST 5ª giornata | Livorno      | 0 – 0 referto | Portogruaro-Summaga | Stadio Armando Picchi (5.000 circa spett.)\| Arbitro: \| Nasca (Bari) \| |
| Arbitro:                                              | Nasca (Bari) |               |                     |                                                                          |

| Arbitro: | Giancola (Vasto) |

|                                                     |           |             |
| M. Rigoni 53’ S. Motta 64’ González 68’ Bertani 75’ | Marcatori | 41’ Dionisi |

| Arbitro: | Tozzi (Ostia Lido) |

|                |           |                                                             |
| F. Moretti 58’ | Marcatori | 24’, 55’ Surraco 26’, 90+1’ Dionisi 87’ (rig.) Danilevičius |

| Arbitro: | Ostinelli (Como) |

|                                   |           |  |
| Perticone 45’ Tavano 55’ Iori 71’ | Marcatori |  |

| Arbitro: | Guida (Torre Annunziata) |

|                  |           |               |
| Neto Pereira 20’ | Marcatori | 90’ Lambrughi |

| Arbitro: | Calvarese (Teramo) |

|                     |           |                |
| Tavano 19’ Luci 56’ | Marcatori | 65’ R. Bianchi |

| Grosseto 23 ottobre 2010, ore 18:00 CEST 11ª giornata | Grosseto                     | 0 – 0 referto | Livorno | Stadio Carlo Zecchini (4.000 circa spett.)\| Arbitro: \| Tommasi (Bassano del Grappa) \| |
| Arbitro:                                              | Tommasi (Bassano del Grappa) |               |         |                                                                                          |

| Arbitro: | Giancola (Vasto) |

|                                        |           |  |
| Iori 48’ (rig.) Barusso 79’ Pagano 82’ | Marcatori |  |

| Arbitro: | N. Stefanini (Prato) |

|              |           |              |
| Bellucci 69’ | Marcatori | 3’ Perticone |

| Arbitro: | Doveri (Roma) |

|             |           |                                    |
| Dionisi 32’ | Marcatori | 28’ Longhi 48’ Godeas 81’ Gherardi |

| Arbitro: | Tozzi (Ostia Lido) |

|                          |           |             |
| Russotto 17’ Curiale 80’ | Marcatori | 47’ Surraco |

| Arbitro: | Candussio (Cervignano del Friuli) |

|                         |           |                    |
| Iori 35’ Migliónico 64’ | Marcatori | 53’ (rig.) Coralli |

| Arbitro: | Giancola (Vasto) |

|  |           |                   |
|  | Marcatori | 31’, 90+1’ Pagano |

| Arbitro: | Guida (Torre Annunziata) |

|                   |           |             |
| Schiattarella 53’ | Marcatori | 13’ Mengoni |

| Arbitro: | Massa (Imperia) |

|  |           |             |
|  | Marcatori | 49’ Surraco |

| Arbitro: | Baracani (Firenze) |

|                                     |           |                                  |
| Renzetti 16’ (aut.) Tavano 31’, 64’ | Marcatori | 48’, 80’ Vantaggiato 73’ Ronaldo |

| Arbitro: | Gallione (Alessandria) |

|  |           |                        |
|  | Marcatori | 38’ Dionisi 76’ Tavano |

#### Girone di ritorno
| Arbitro: | Massa (Imperia) |

|             |           |  |
| Troiano 84’ | Marcatori |  |

| Arbitro: | Palazzino (Ciampino) |

|                   |           |                        |
| Tavano 10’ (rig.) | Marcatori | 19’ Momentè 43’ Grossi |

| Arbitro: | Tommasi (Bassano del Grappa) |

|                                                 |           |  |
| Calaiò 54’, 83’ Mastronunzio 60’ Vergassola 88’ | Marcatori |  |

| Arbitro: | Ciampi (Roma) |

|  |           |            |
|  | Marcatori | 67’ Soligo |

| Arbitro: | Gallione (Alessandria) |

|                            |           |  |
| Cristante 59’ Altinier 76’ | Marcatori |  |

| Arbitro: | Guida (Torre Annunziata) |

|                |           |  |
| Belingheri 18’ | Marcatori |  |

| Arbitro: | Doveri (Roma) |

|                      |           |              |
| Di Donato 24’ (aut.) | Marcatori | 90’ Feczesin |

| Arbitro: | Calvarese (Teramo) |

|                            |           |  |
| Piovaccari 55’ (rig.), 69’ | Marcatori |  |

| Livorno 5 marzo 2011, ore 15:00 CET 30ª giornata | Livorno                | 0 – 0 referto | Varese | Stadio Armando Picchi (3.951 spett.)\| Arbitro: \| Gallione (Alessandria) \| |
| Arbitro:                                         | Gallione (Alessandria) |               |        |                                                                              |

| Arbitro: | Candussio (Cervignano del Friuli) |

|  |           |                        |
|  | Marcatori | 56’, 81’ (rig.) Tavano |

| Arbitro: | Baracani (Firenze) |

|                |           |                       |
| Belingheri 49’ | Marcatori | 90+3’ (rig.) Sforzini |

| Arbitro: | Guida (Torre Annunziata) |

|               |           |             |
| Bonazzoli 65’ | Marcatori | 33’ Dionisi |

| Arbitro: | Corletto (Castelfranco Veneto) |

|  |           |              |
|  | Marcatori | 90’ Pasquato |

| Trieste 9 aprile 2011, ore 15:00 CEST 35ª giornata | Triestina     | 0 – 0 referto | Livorno | Stadio Nereo Rocco (3.999 spett.)\| Arbitro: \| Doveri (Roma) \| |
| Arbitro:                                           | Doveri (Roma) |               |         |                                                                  |

| Arbitro: | Ostinelli (Como) |

|              |           |                     |
| Tavano 90+4’ | Marcatori | 33’ Đurić 81’ Eramo |

| Empoli 22 aprile 2011, ore 19:00 CEST 37ª giornata | Empoli                            | 0 – 0 referto | Livorno | Stadio Carlo Castellani (2.913 spett.)\| Arbitro: \| Candussio (Cervignano del Friuli) \| |
| Arbitro:                                           | Candussio (Cervignano del Friuli) |               |         |                                                                                           |

| Arbitro: | Massa (Imperia) |

|                              |           |                 |
| Dionisi 55’ Danilevičius 63’ | Marcatori | 48’ Bonaventura |

| Arbitro: | Tozzi (Ostia Lido) |

|  |           |                  |
|  | Marcatori | 14’ (aut.) Pinna |

| Arbitro: | Tommasi (Bassano del Grappa) |

|             |           |  |
| Dionisi 81’ | Marcatori |  |

| Arbitro: | Guida (Torre Annunziata) |

|                                              |           |                       |
| De Paula 69’ Cuffa 82’ Italiano 90+3’ (rig.) | Marcatori | 58’, 86’ Danilevičius |

| Arbitro: | Bagalini (Fermo) |

|                                       |           |                      |
| Danilevičius 59’ (rig.) Cellerino 69’ | Marcatori | 87’ (aut.) Lambrughi |

### Coppa Italia
| Arbitro: | Tozzi (Roma) |

|            |           |  |
| Pagano 87’ | Marcatori |  |

| Arbitro: | De Marco (Chiavari) |

|  |           |               |
|  | Marcatori | 87’ Cellerino |

| Arbitro: | Calvarese (Teramo) |

|                                                      |           |             |
| Rana (R) 26’ Masiello 51’ Rivas 55’ D'Alessandro 73’ | Marcatori | 90’ Dionisi |

## Statistiche

### Statistiche di squadra
| Competizione | Punti | In casa | In casa | In casa | In casa | In casa | In casa | In trasferta | In trasferta | In trasferta | In trasferta | In trasferta | In trasferta | Totale | Totale | Totale | Totale | Totale | Totale | DR |
| Competizione | Punti | G       | V       | N       | P       | Gf      | Gs      | G            | V            | N            | P            | Gf           | Gs           | G      | V      | N      | P      | Gf     | Gs     | DR |
| ------------ | ----- | ------- | ------- | ------- | ------- | ------- | ------- | ------------ | ------------ | ------------ | ------------ | ------------ | ------------ | ------ | ------ | ------ | ------ | ------ | ------ | -- |
| Serie B      | 59    | 21      | 8       | 7       | 6       | 26      | 24      | 21           | 7            | 7            | 7            | 23           | 22           | 42     | 15     | 14     | 13     | 49     | 46     | +3 |
| Coppa Italia | -     | 1       | 1       | 0       | 0       | 1       | 0       | 2            | 1            | 0            | 1            | 2            | 4            | 3      | 2      | 0      | 1      | 3      | 4      | -1 |
| Totale       | -     | 22      | 9       | 7       | 6       | 27      | 24      | 23           | 8            | 7            | 8            | 25           | 26           | 45     | 17     | 14     | 14     | 52     | 50     | +2 |

### Statistiche dei giocatori
| Giocatore        | Serie B  | Serie B | Serie B     | Serie B    | Coppa Italia | Coppa Italia | Coppa Italia | Coppa Italia | Totale   | Totale | Totale      | Totale     |
| Giocatore        | Presenze | Reti    | Ammonizioni | Espulsioni | Presenze     | Reti         | Ammonizioni  | Espulsioni   | Presenze | Reti   | Ammonizioni | Espulsioni |
| ---------------- | -------- | ------- | ----------- | ---------- | ------------ | ------------ | ------------ | ------------ | -------- | ------ | ----------- | ---------- |
| V. Antunes       | 6        | 0       | 0           | 0          | 0            | 0            | 0            | 0            | 6        | 0      | 0           | 0          |
| A. Barusso       | 23       | 1       | 8           | 1          | 1            | 0            | 0            | 0            | 24       | 1      | 8           | 1          |
| L. Belingheri    | 10       | 2       | 1           | 0          | 0            | 0            | 0            | 0            | 10       | 2      | 1           | 0          |
| A. Bencivenga    | 1        | 0       | 0           | 0          | 2            | 0            | 0            | 0            | 3        | 0      | 0           | 0          |
| A. Bernardini    | 18       | 0       | 5           | 0          | 0            | 0            | 0            | 0            | 18       | 0      | 5           | 0          |
| G. Cellerino     | 14       | 1       | 1           | 0          | 1            | 1            | 0            | 0            | 15       | 2      | 1           | 0          |
| M. D'Alessandro  | 13       | 0       | 3           | 0          | 0            | 0            | 0            | 0            | 13       | 0      | 3           | 0          |
| T. Danilevičius  | 23       | 6       | 2           | 0          | 2            | 0            | 0            | 0            | 25       | 6      | 2           | 0          |
| A. De Lucia      | 39       | -38     | 2           | 0          | 1            | 0            | 0            | 0            | 40       | -38    | 2           | 0          |
| F. Di Bella      | 4        | 0       | 2           | 0          | 2            | 0            | 0            | 0            | 6        | 0      | 2           | 0          |
| F. Dionisi       | 38       | 10      | 5           | 1          | 2            | 1            | 0            | 0            | 40       | 11     | 5           | 1          |
| A. Galabinov     | 3        | 0       | 0           | 0          | 0            | 0            | 0            | 0            | 3        | 0      | 0           | 0          |
| M. Iori          | 39       | 3       | 10          | 0          | 0            | 0            | 0            | 0            | 39       | 3      | 10          | 0          |
| D. Knežević      | 28       | 0       | 6           | 1          | 3            | 0            | 1            | 0            | 31       | 0      | 7           | 1          |
| A. Lambrughi     | 33       | 1       | 8           | 0          | 1            | 0            | 0            | 0            | 34       | 1      | 8           | 0          |
| M. Lignani       | 1        | 0       | 0           | 0          | 1            | 0            | 0            | 0            | 2        | 0      | 0           | 0          |
| A. Luci          | 38       | 1       | 8           | 1          | 2            | 0            | 0            | 0            | 40       | 1      | 8           | 1          |
| L. Mazzoni       | 3        | -8      | 0           | 0          | 2            | -4           | 0            | 0            | 5        | -12    | 0           | 0          |
| L. Migliónico    | 34       | 1       | 2           | 1          | 0            | 0            | 0            | 0            | 34       | 1      | 2           | 1          |
| F. Moscati       | 1        | 0       | 0           | 0          | 1            | 0            | 0            | 0            | 2        | 0      | 0           | 0          |
| B. Pagano        | 20       | 3       | 1           | 0          | 3            | 1            | 0            | 0            | 23       | 4      | 1           | 0          |
| F. Parravicini   | 9        | 0       | 3           | 0          | 1            | 0            | 0            | 0            | 10       | 0      | 3           | 0          |
| R. Perticone     | 22       | 2       | 2           | 3          | 2            | 0            | 0            | 0            | 24       | 2      | 2           | 3          |
| M. Pieri         | 19       | 0       | 3           | 0          | 1            | 0            | 0            | 0            | 20       | 0      | 3           | 0          |
| J. Prutsch       | 10       | 0       | 2           | 0          | 3            | 0            | 1            | 0            | 13       | 0      | 3           | 0          |
| S. Salviato      | 26       | 0       | 4           | 1          | 3            | 0            | 0            | 0            | 29       | 0      | 4           | 1          |
| P. Schiattarella | 38       | 1       | 10          | 0          | 2            | 0            | 0            | 0            | 40       | 1      | 10          | 0          |
| J. Surraco       | 25       | 5       | 3           | 0          | 2            | 0            | 0            | 0            | 27       | 5      | 3           | 0          |
| F. Tavano        | 33       | 10      | 1           | 0          | 1            | 0            | 0            | 0            | 34       | 10     | 1           | 0          |
| R. Volpato       | 3        | 0       | 0           | 0          | 1            | 0            | 0            | 0            | 4        | 0      | 0           | 0          |
| F. Volpe         | 8        | 0       | 0           | 0          | 1            | 0            | 0            | 0            | 9        | 0      | 0           | 0          |